# Fåret Colette (kort version)
 For alternative betydninger, se Fåret Colette. (Se også artikler, som begynder med Fåret Colette)
Fåret Colette (kort version) er en børnefilm fra 2008 instrueret af Adam Schmedes efter manuskript af Dorthe Rosenørn Schmedes, Peter I. Lauridsen.

## Handling
Colette er hurtigt på benene, efter at hun er blevet født, og det er vigtigt. Hele fåreflokken skal op i bjergene, hvor de er på græs sommeren igennem. Turen er hård, og Colette bliver kørt noget af vejen. Der kommer flere får til, og til sidst er der mange tusinde dyr i flokken. Colette skal have nummer i øret, og for renheds skyld klippes halen af. Sidst på året begynder turen tilbage til gården. De voksne får skal klippes. Colette kommer ud på en ny køretur, denne gang sydpå.